# Antipersonel
Personelmine er en betegnelse for noget, som er konstrueret med henblik på at dræbe eller såre personer frem for at ødelægge materiel (f.eks. en pansermine).